# UVRAG
UVRAG‏ (UV radiation resistance associated) هوَ بروتين يُشَفر بواسطة جين UVRAG في الإنسان.